# Кардинал-племянник

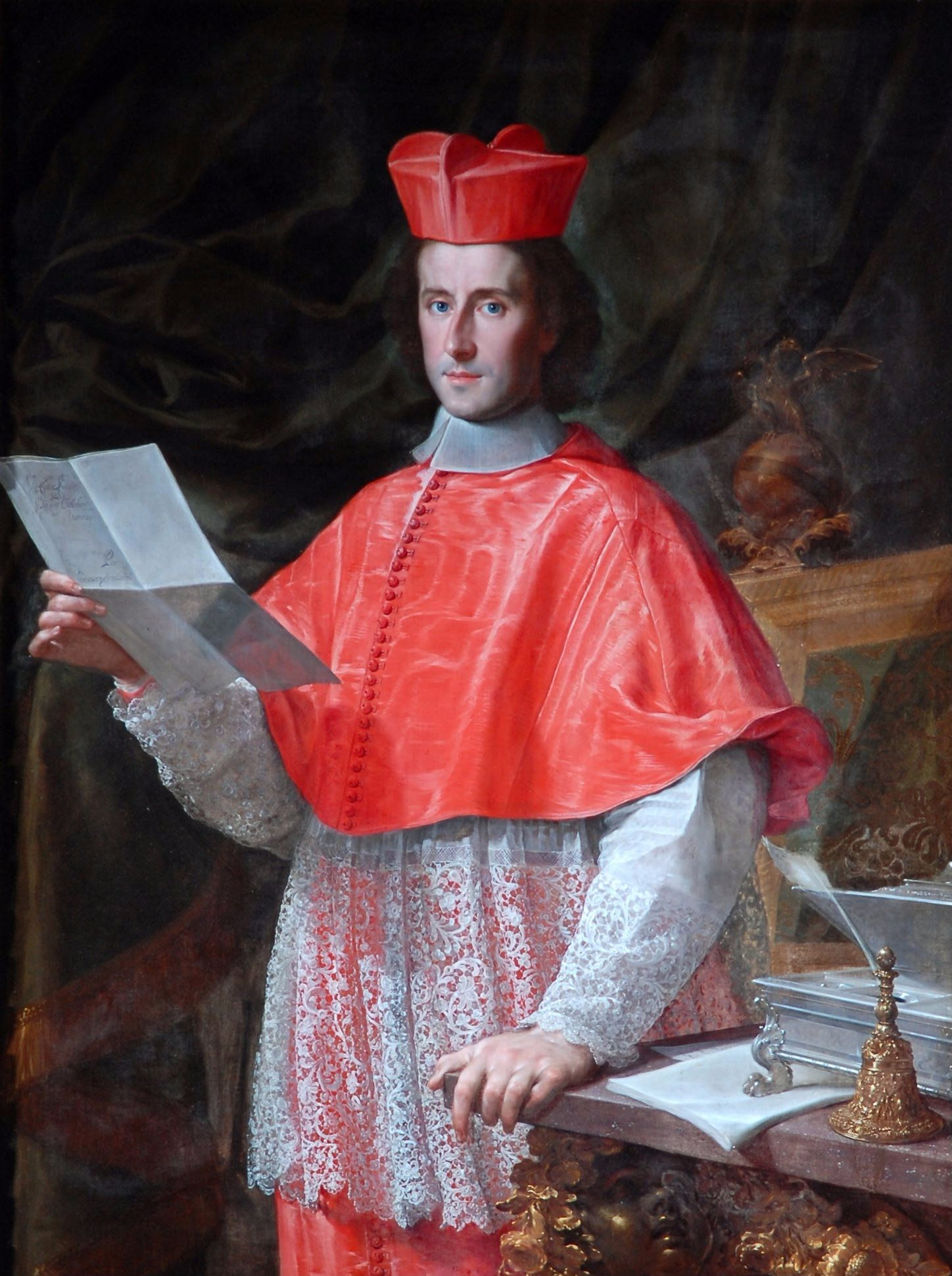
Пьетро Оттобони — последний кардинал-племянник, картина работы Франческо Тревизани

Кардинал-племянник (лат. Cardinalis nepos, итал. cardinale nipote, исп. valido de su tío, порт. cardeal-sobrinho, фр. prince de fortune) — лицо, возведённое в сан кардинала Папой римским, которое было его близким родственником. Практика назначения кардиналов-племянников возникла в средние века и достигла своего апогея в XVI и XVII веках. Последний кардинал-племянник был назначен в 1689 году, а практика была прекращена в 1692 году.
Слово непотизм первоначально относилось именно к этой практике, когда оно появилось в английском языке около 1669 года. В русском языке слово непотизм относится к XIX веку.
С середины Авиньонского папства (1309—1377 годы) до издания буллы Romanum decet pontificem 1692 года Папы Иннокентия XII запрещающей непотизм, Папа без кардинала-племянника, был исключением из правил. Каждый Папа эпохи Возрождения, возводивший в кардиналы, назначал родственника, а то и не одного, в Священную Коллегию кардиналов, и племянник был самым распространенным выбором, хотя одним из возведённых в кардиналы лицом Александра VI был его собственный сын Чезаре Борджиа.
Институт кардинала-племянника развивался на протяжении семи веков, отслеживая события в истории папства и стилях отдельных пап. С 1566 года по 1692 год кардинал-племянник занимал куриальную должность суперинтенданта церковного государства, известного как кардинал-племянник, и поэтому иногда эти термины взаимозаменяемы. Служба кардинала-племянника, равно как и институт кардинала-племянника, уменьшились по мере того, как увеличивалась власть государственного секретаря Святого Престола и уменьшалась временная власть пап в XVII и XVIII веках.
Список кардиналов-племянников, которые взошли на папский трон, включает в себя не менее пятнадцати, а, возможно, целых девятнадцати римских пап (Григорий IX, Александр IV, Адриан V, Григорий XI, Бонифаций IX, Иннокентий VII, Евгений IV, Павел II, Александр VI, Пий III, Юлий II, Лев X, Климент VII, Бенедикт XIII и Пий VII, возможно, также Иоанн XIX и Бенедикт IX, если они действительно были возведёнными в кардиналы, а также Иннокентий III и Бенедикт XII, если они на самом деле были родственниками тех пап, кто их возводил в кардиналы), один антипапа (Иоанн XXIII) и двое или трое святых (Карло Борромео, Гуарино Палестринский и, возможно, Ансельмо ди Лукка, если он действительно был кардиналом).